# Armel Wynants
Armel Wynants (4 december 1946 – 14 maart 2016) was een Belgisch politicus en taalkundige uit de Voerstreek. Hij was actief binnen het Franstalige kamp en werd in 1988 aangesteld als commissaris-adjunct van het arrondissement Tongeren, met als opdracht het toezien op de correcte toepassing van de taalwetgeving in de regio. Hij was de zoon van Honoré Wynants, voormalig burgemeester van Sint-Martens-Voeren.

## Familieachtergrond
Armel Wynants groeide op in een politiek geëngageerde familie. Zijn vader, Honoré Wynants, was jarenlang burgemeester van Sint-Martens-Voeren en een belangrijk figuur binnen het Franstalige gemeentebeleid vóór de taalgrensregeling van 1962–1963. Als voorvechter van het behoud van de Voerstreek binnen de provincie Luik, verzette Honoré Wynants zich tegen de overheveling naar Limburg. Zijn politieke loopbaan weerspiegelt de bredere communautaire spanningen die kenmerkend waren voor de streek in die periode.
De invloed van zijn vader op Armel Wynants was zichtbaar in diens eigen inzet voor de Franstalige zaak en het behoud van culturele rechten in de Voerstreek.

## Politieke en publieke functie
In december 1988 werd Armel Wynants aangesteld tot commissaris-adjunct van het arrondissement Tongeren. Zijn benoeming was een direct gevolg van het zogenoemde "Happart-akkoord", dat een politiek compromis vormde om de onrust in de Voerense gemeenten te bezweren na de ongrondwettelijk verklaarde benoeming van José Happart als burgemeester van Voeren. Armel kreeg als taak toe te zien op de naleving van de taalwetgeving in de zes Voerdorpen.

## Academische bijdragen
Armel Wynants schreef verschillende publicaties over taal en identiteit in de Voerstreek. In zijn bekendste werk, *Les Fourons : Platt-Dütsch, wallon, néerlandais, allemand, français* (1996), bespreekt hij de complexe taalkundige en culturele realiteit van de regio.
Ook schreef hij
- Drempelniveau. Nederlands als vreemde taal.* Raad van Europa: Straatsburg, 1985 (327 p.).[4]
- Les Flamands et leur(s) langue(s)* (met Gérard Deprez en M. Gérard, De Boeck, 1994).[5]

Talrijke bijdragen in tijdschriften, zoals *Ons Erfdeel* (1989) en *De Nieuwe Taalgids* (1973), reflecterend op meertaligheid in België.

## Overlijden
Armel Wynants overleed op 14 maart 2016 in zijn geboortedorp Sint-Martens-Voeren. Zijn overlijden werd herdacht in lokale publicaties en online overlijdensberichten.